# Ludwika Nitschowa

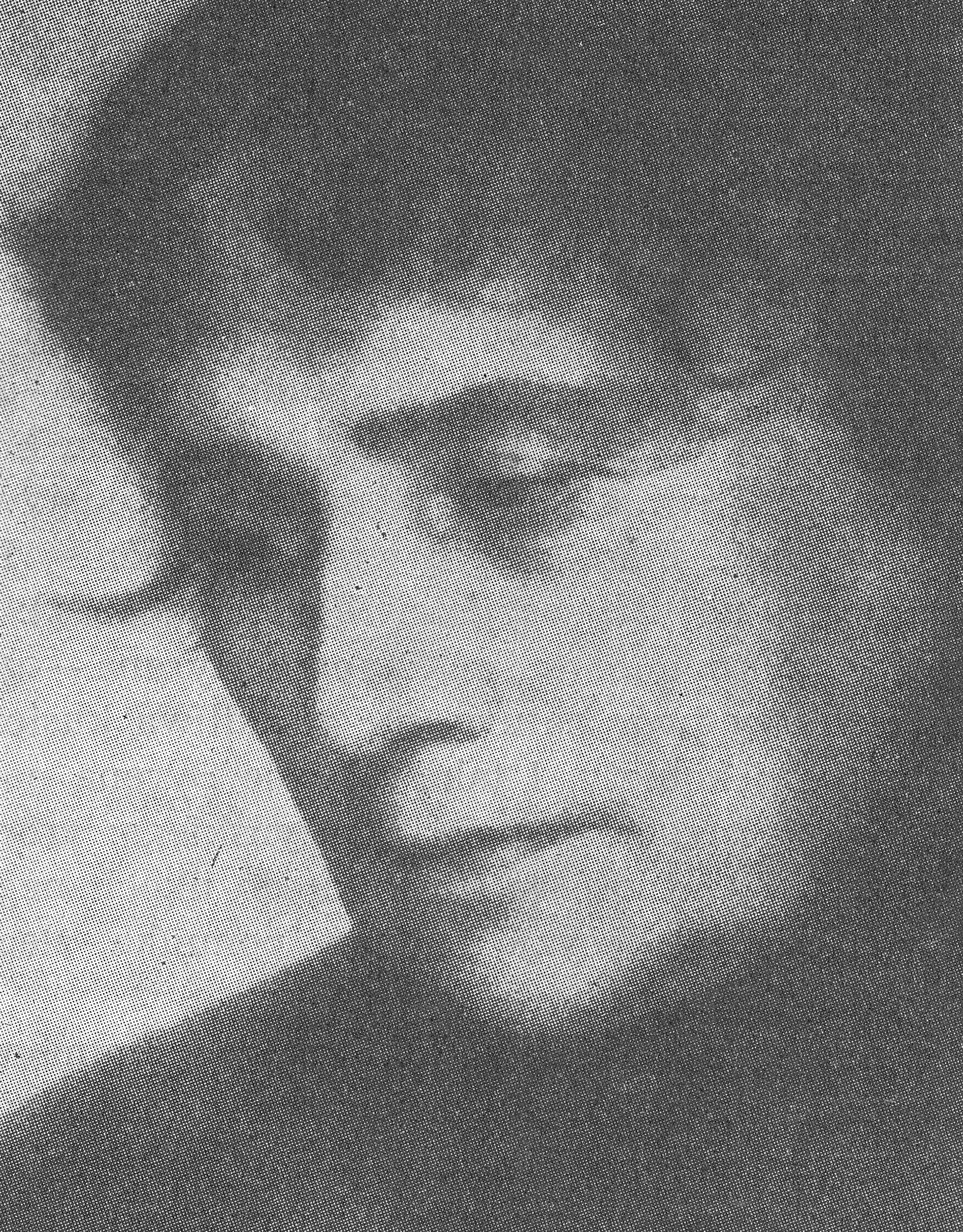
Ludwika Nitschowa

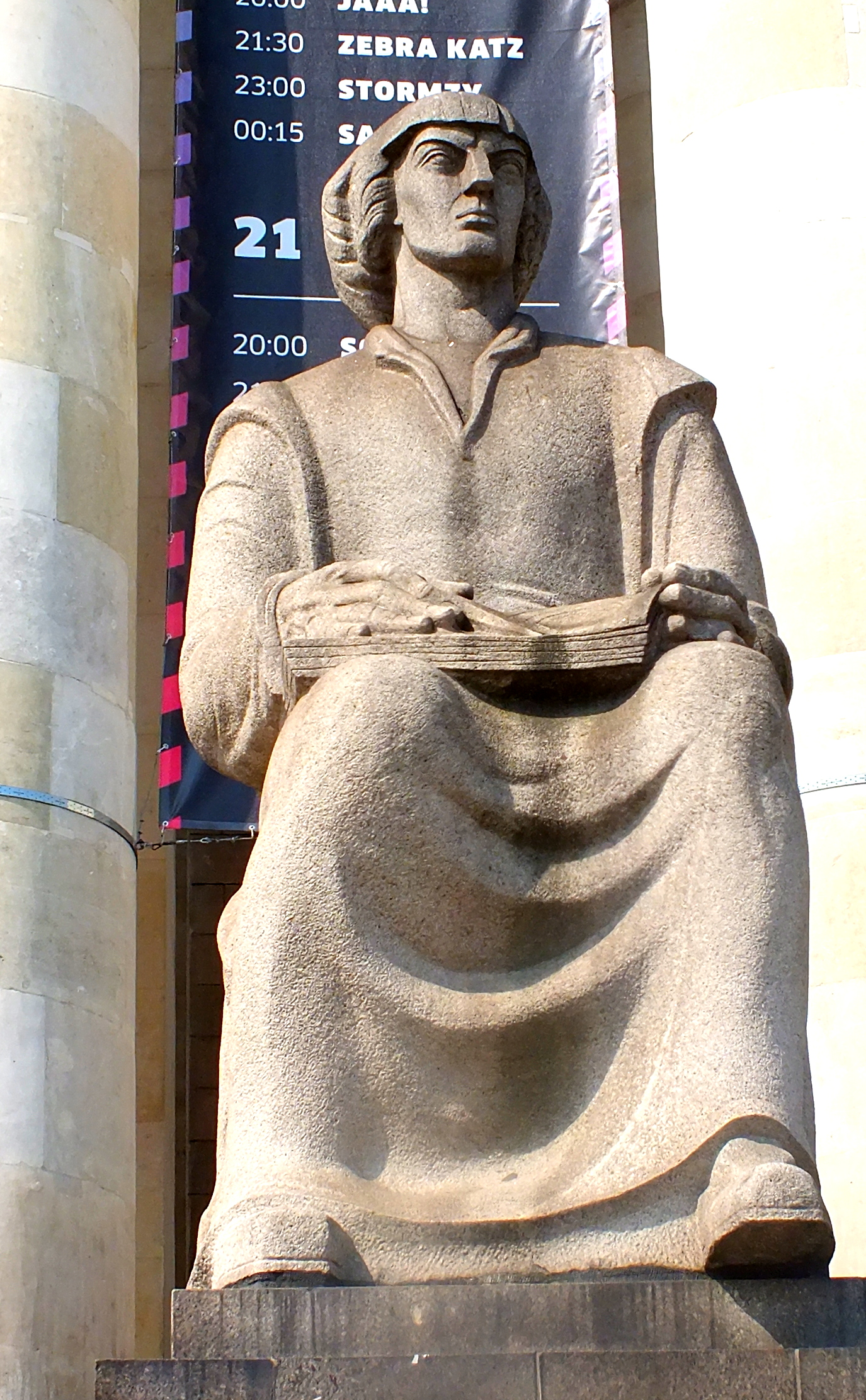
Copernicus-Statue am Warschauer Kulturpalast

Ludwika Nitschowa (* 6. Dezember 1889 in Radłów; † 28. März 1989 in Warschau) war eine polnische Bildhauerin, die hauptsächlich in Warschau tätig war. Sie schuf im Stil der Moderne und später des Sozialismus.

## Leben und Werk
Nitschowa studierte Kunst bei Leon Wyczółkowski in Krakau, später an der Schule der Schönen Künste für Frauen Maria Niedzielska in Krakau. Nach dem Ersten Weltkrieg ging sie nach Paris und ließ sich in den 1920er Jahren in Warschau nieder, wo sie bei Tadeusz Breyer die Bildhaukunst erlernte. 1927 gründete sie mit anderen Künstlern die Gruppe Forma in Warschau. Ab 1929 stellte sie in der Galeria Zachęta, später auch in Brüssel und Paris aus. In den 1930er Jahren trat sie dem Verband der Polnischen Bildenden Künstler bei. Den Zweiten Weltkrieg verbrachte sie in Warschau und wurde 1950 Dozentin an der Akademie der Bildenden Künste Warschau. Zu ihren Studenten zählten Gustaw Zemła und Stanisław Kulon. Sie wurde auf dem Powązki-Friedhof beigesetzt. Zu ihren bekanntesten Arbeiten gehört das Syrenka-Denkmal in Powiśle, das Marie-Curie-Denkmal in Warschau, die Statuen am Verfassungsplatz in Warschau und am Warschauer Kulturpalast, das Johannes-XXIII.-Denkmal in Breslau, das Warschauer Stefan-Starzyński-Denkmal, das Nicolaus-Copernicus-Denkmal in Piotrków Trybunalski sowie das Frédéric-Chopin-Denkmal in Ustka.